# Hans-Georg Wegner
Hans-Georg Wegner (* 1968 in Dessau) ist ein deutscher Theaterintendant, Dramaturg und Librettist.
Seit der Spielzeit 2021/2022 ist Wegner der Generalintendant des Mecklenburgischen Staatstheaters.

## Leben
Mit dem Theater kam Hans-Georg Wegner als Bühnentechniker am Theater Nordhausen das erste Mal beruflich in Berührung.
Die deutsche Wiedervereinigung ermöglichte Wegner erstmals ein Studium der Musikwissenschaften, Soziologie und Theologie an der Friedrich-Alexander-Universität Erlangen-Nürnberg. Im Jahr 1997 schloss er das Studium der Musikwissenschaften an der Technischen Universität Berlin und das Studium der Theaterwissenschaften an der Humboldt-Universität zu Berlin als Magister ab. In der Zeit seines Studiums sammelte Wegner erste künstlerische Erfahrungen durch Hospitanzen bei dem Regisseur Peter Konwitschny und dem Dramaturgen Werner Hintze.
Wegner schrieb zahlreiche Opernlibretti, unter anderem für die Oper »Wir« von Christoph Staude, welche 2006 auf der Münchener Biennale uraufgeführt wurde.
Von 2000 bis 2007 war Wegner als Dramaturg an der Semperoper tätig. Dort arbeitete er unter anderem mit den Regisseuren Katharina Thalbach, Andrea Moses, Vera Nemirova, Sebastian Baumgarten und Philipp Himmelmann zusammen.
Im Jahr 2007 kam Wegner als Chefdramaturg an das Theater Bremen, dort wurde er in der Folge für die Spielzeiten 2010/2011 und 2011/2012 zum Leiter des Musiktheaters sowie zum künstlerischen Geschäftsführer. In seiner Zeit als Chefdramaturg am Theater Bremen wurde zu jeder Spielzeit eine neue Uraufführung inszeniert.
Von 2013 bis 2021 war Wegner Operndirektor am Deutschen Nationaltheater Weimar, wo er unter anderem für die Inszenierungen Don Giovanni, Hänsel und Gretel und Hoffmanns Erzählungen die Dramaturgie übernahm.
Seit August 2021 ist Wegner Generalintendant des Mecklenburgischen Staatstheaters, als Nachfolger von Lars Tietje.
Hans-Georg Wegner ist mit der deutschen Theaterregisseurin Nina Gühlstorff verheiratet und hat eine Tochter.

## Dramaturgie
- Die Zauberflöte
- Der Rosenkavalier
- Hänsel und Gretel
- Lanzelot
- Der Circle
- Don Giovanni
- Hoffmanns Erzählungen
- Tannhäuser
- Johannes-Passion
- Der Freischütz
- L’italiana in Algeri

## Kritik
Im März 2021 geriet Wegner noch vor Antritt als Theaterintendant des Mecklenburgischen Staatstheaters in die Kritik, da unter seiner kommenden Leitung ein Großteil des Ballettensembles nicht verlängert wurde und während der COVID-19-Pandemie die Arbeit am Theater aufgeben musste. Der personelle Wechsel in den einzelnen Theatersparten, bei Antritt eines neuen Theaterintendanten, gilt jedoch als bislang üblich und wird mit der künstlerischen Freiheit des Theaters begründet. Kritiker werfen Wegner vor, dass dieses Vorgehen nicht mehr zeitgemäß sei.